# Johann von Wattenwyl

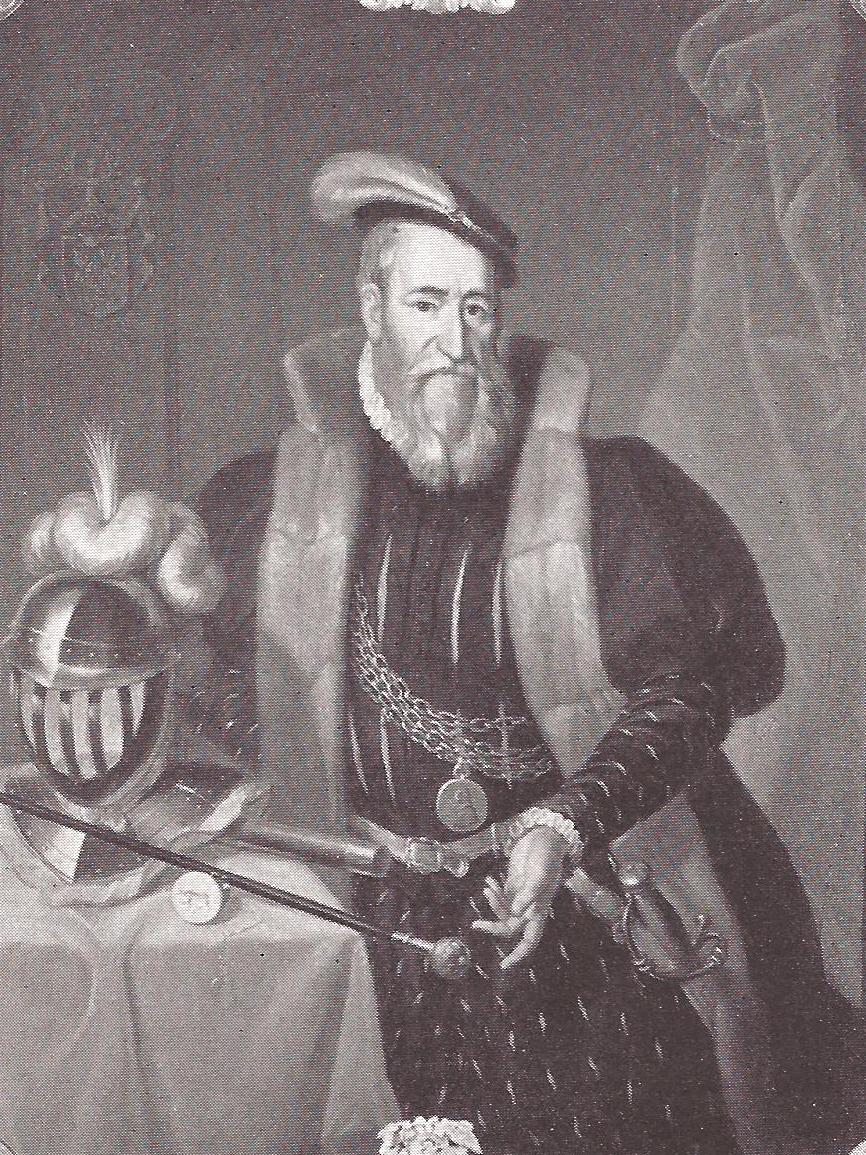
Johann von Wattenwyl, Phantasiebildnis von Jakob Emanuel Handmann (um 1775)

Johannes von Wattenwyl (* 18. März 1541; † 28. Mai 1604) war Vogt von Lausanne, Grossrat, Oberst und Schultheiss der Stadt Bern.

## Leben
Johannes von Wattenwyl war ein Sohn des ehemaligen Priesters und Politikers von Niklaus von Wattenwyl (1492–1551) und Grosssohn des Schultheissen Jakob von Wattenwyl (1466–1525). Er wurde 1566 Mitglied des Grossen Rats der Stadt und Republik Bern, war 1570 Mitgesandter nach Chambéry und erhielt 1578 die Landvogtei Lausanne. Er wurde 1581 Mitglied des Kleinen Rats, Venner anstelle seines verstorbenen Bruders Petermann (1532–1581) und auch Schultheiss von Bern. Wattenwyl wurde 1589 wider Willen Oberbefehlshaber im Zug gegen Savoyen unter Herzog Karl Emanuel I. (1562–1630), der für Bern mit dem Verlust des linken Genferseeufers endete. Er wurde des Hochverrats verdächtigt und unter dem Druck der öffentlichen Meinung am 2. November 1589 als Schultheiss abgesetzt. Im anschliessenden Prozess wurde er rehabilitiert, aber er kehrte nicht mehr in die Politik zurück. Er besass Güter in Ligerz, Twann und nach der vierten Heirat 1582 mit der Witwe Magdalena Nägeli auch in der Herrschaft Luins und Malessert (Perroy).

## Familie
Johannes von Wattenwyl war viermal verheiratet und hatte viele Kinder, wobei etliche wie damals üblich an Krankheiten im Kleinkinderalter starben. In erster Ehe war er von 1565 bis 1570 mit Anna von Erlach (um 1544–1570), Tochter des Grossrats Heinrich und der Michaela de Cerjat, verheiratet. In zweiter Ehe bis 1575 war er verheiratet mit Elisabeth Pfyffer von Altishofen; ab 1576 in dritter Ehe mit Barbara Michel (1554-um 1580), Tochter des Jakob, Landvogt von Nidau und Schultheiss von Thun. Ab 1582 war er in vierter Ehe verheiratet mit Magdalena Nägeli, Tochter des Heerführers Hans Franz Nägeli und Witwe des Schultheissen Hans Steiger.
- Katharina von Wattenwyl (1566–1568)
- Agathe von Wattenwyl (1567–1577)
- Katharina von Wattenwyl (1569 – vor 1624), verheiratet mit Johann Anton Tillier

- Hans Jakob von Wattenwyl (1571–1628 an Pest), Vogt, dreimal verheiratet
- Esther von Wattenwyl (1573–1574)
- Hans Georg von Wattenwyl (1574–1600 an Pest)

- Reinhard von Wattenwyl (1577–1628 an Pest), verheiratet mit Luzia von Muralt
- Hans Rudolf von Wattenwyl (1578–1618), Vogt und Hauptmann, verheiratet mit Amalia von Diesbach
- Gideon von Wattenwyl (1580–1580)

- Rosina von Wattenwyl (1583–1590)
- Sigmund von Wattenwyl (1584–1671), Vogt, dreimal verheiratet
- Hans Franz von Wattenwyl (1585–1588 an Pest)
- Magdalena von Wattenwyl (1586–1619), verheiratet mit Niklaus von Diesbach
- Friedrich von Wattenwyl (1588–1628 an Pest), verheiratet mit Agathe von Erlach
- Agathe von Wattenwyl (1589–1598)
- Hans Franz von Wattenwyl (1590–1655), Vogt und Oberst in französischen Diensten, verheiratet mit Rosina Nägeli
- Gabriel von Wattenwyl (1592–1660), Venner, dreimal verheiratet
- Hieronimus von Wattenwyl (1593–1594)
- Rosina von Wattenwyl (1595 – um 1611), verheiratet mit Albrecht Manuel